# Lidia Parada

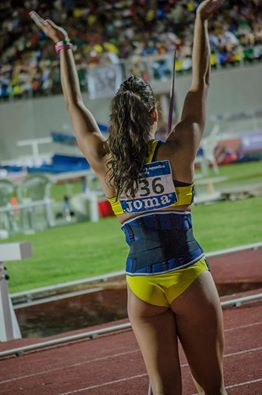
Campeona de España en lanzamiento de jabalina 2015

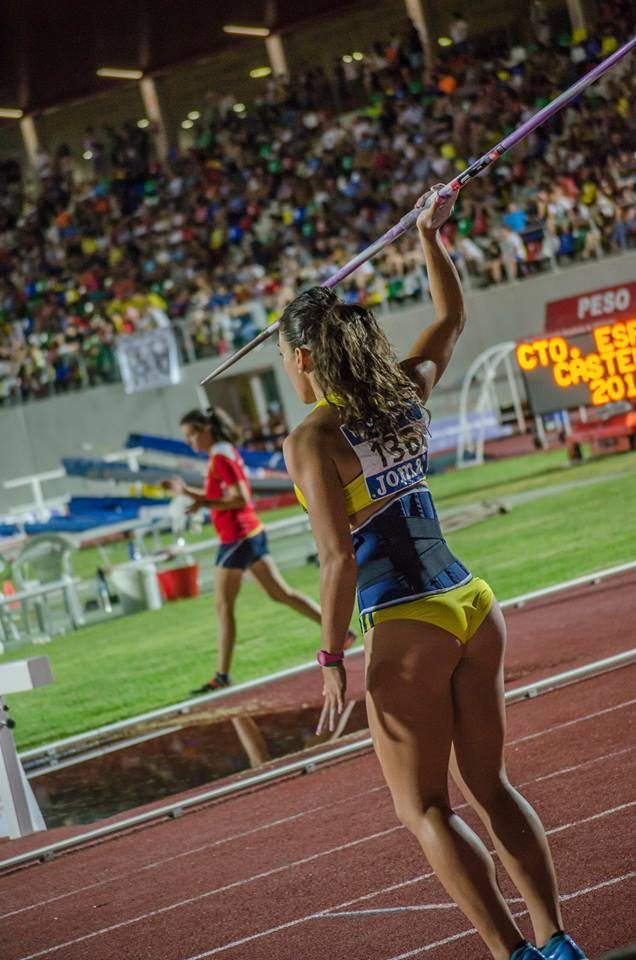
Campeonato de España 2015

Lidia Parada Santos (Puebla del Caramiñal, La Coruña, 11 de junio de 1993) es una atleta española en la especialidad de lanzamiento de jabalina. Compite por el club Asociación de Atletismo y Deportes del Barbanza, donde es entrenada por Abelardo Moure.
Ha representado a España en el Campeonato del Mundo Juvenil de Bressanone de 2009, en Italia, donde terminó en la decimoctava posición; en la Gimnasiada Mundial de 2010, en Doha, Catar, donde terminó en el octavo lugar; en el Campeonato del Mundo Júnior de Barcelona de 2012, donde terminó en la décima cuarta posición y en el Campeonato de Europa Sub-23 de Tampere de 2013, en Finlandia, donde concluyó en el undécimo puesto, y en donde compitió por primera vez en la categoría sub-23. En la misma categoría fue quinta en el Campeonato del Mediterráneo Sub-23 (Marsella 2014). En 2015 consiguió el resultado más importante de su carrera deportiva, clasificándose en la sexta posición en el Campeonato de Europa Sub-23 celebrado en Tallin (Estonia).
Su estreno con la selección nacional absoluta se produjo en los Campeonatos Iberoamericanos de Atletismo celebrados en la ciudad brasileña de Sao Paulo (Brasil 2014), donde finalizó en la quinta posición.
Es la actual Campeona de España Absoluta (Castellón) de la disciplina en la temporada 2015, además lo logró con un lanzamiento de 59,03 m lo que supone su mejor marca personal. También fue Subcampeona de España Absoluta en 2014 (Alcobendas).
Es campeona de España de la categoría sub-23 de 2014 (Durango), su sexto título nacional consecutivo. Los cinco anteriores los consiguió en diferentes categorías en Motril, en Nerja, en Játiva en Avilés y Mataró de 2009 a 2013, respectivamente.
En marzo de 2014 se clasificó en la quinta posición en la Copa de Europa de Lanzamientos de Invierno (Leiria, Portugal) en la prueba de jabalina sub-23. Que hasta el momento es su mejor resultado a nivel internacional. Quince días antes, en León, se proclamó subcampeona de España en la categoría absoluta en el Campeonato de España de Lanzamientos Largos.
Ha sido cuatro veces campeona de España en categoría absoluta y otras seis en categorías inferiores. En el Campeonato de España de 2015 batió el récord de España sub-23, aún vigente, con una marca de 59,03 m. Tres años después, en el Campeonato de España de 2018, obtuvo la que actualmente es su marca personal de 61,25 m, la segunda mejor marca española de todos los tiempos.

## Competiciones internacionales
| Representando a España \| Año \| Competición \| Sede \| Puesto \| Prueba \| Marca \| \| ---- \| --------------------------- \| --------- \| ------------------- \| -------- \| ----- \| \| 2013 \| Campeonato de Europa Sub-23 \| Tampere \| 11.ª \| Jabalina \| 48.30 \| \| 2014 \| Campeonato Iberoamericano \| Sao Paulo \| 5.ª \| Jabalina \| 52.07 \| \| 2015 \| Campeonato de Europa Sub-23 \| Tallin \| 6.ª \| Jabalina \| 54.09 \| \| 2016 \| Campeonato de Europa \| Ámsterdam \| 15.ª (calificación) \| Jabalina \| 57.34 \| \| 2018 \| Campeonato de Europa \| Berlín \| 14.ª (calificación) \| Jabalina \| 58.08 \| \| 2018 \| Campeonato Iberoamericano \| Trujillo \| 5.ª \| Jabalina \| 51.00 \| | Representando a España \| Año \| Competición \| Sede \| Puesto \| Prueba \| Marca \| \| ---- \| --------------------------- \| --------- \| ------------------- \| -------- \| ----- \| \| 2013 \| Campeonato de Europa Sub-23 \| Tampere \| 11.ª \| Jabalina \| 48.30 \| \| 2014 \| Campeonato Iberoamericano \| Sao Paulo \| 5.ª \| Jabalina \| 52.07 \| \| 2015 \| Campeonato de Europa Sub-23 \| Tallin \| 6.ª \| Jabalina \| 54.09 \| \| 2016 \| Campeonato de Europa \| Ámsterdam \| 15.ª (calificación) \| Jabalina \| 57.34 \| \| 2018 \| Campeonato de Europa \| Berlín \| 14.ª (calificación) \| Jabalina \| 58.08 \| \| 2018 \| Campeonato Iberoamericano \| Trujillo \| 5.ª \| Jabalina \| 51.00 \| | Representando a España \| Año \| Competición \| Sede \| Puesto \| Prueba \| Marca \| \| ---- \| --------------------------- \| --------- \| ------------------- \| -------- \| ----- \| \| 2013 \| Campeonato de Europa Sub-23 \| Tampere \| 11.ª \| Jabalina \| 48.30 \| \| 2014 \| Campeonato Iberoamericano \| Sao Paulo \| 5.ª \| Jabalina \| 52.07 \| \| 2015 \| Campeonato de Europa Sub-23 \| Tallin \| 6.ª \| Jabalina \| 54.09 \| \| 2016 \| Campeonato de Europa \| Ámsterdam \| 15.ª (calificación) \| Jabalina \| 57.34 \| \| 2018 \| Campeonato de Europa \| Berlín \| 14.ª (calificación) \| Jabalina \| 58.08 \| \| 2018 \| Campeonato Iberoamericano \| Trujillo \| 5.ª \| Jabalina \| 51.00 \| | Representando a España \| Año \| Competición \| Sede \| Puesto \| Prueba \| Marca \| \| ---- \| --------------------------- \| --------- \| ------------------- \| -------- \| ----- \| \| 2013 \| Campeonato de Europa Sub-23 \| Tampere \| 11.ª \| Jabalina \| 48.30 \| \| 2014 \| Campeonato Iberoamericano \| Sao Paulo \| 5.ª \| Jabalina \| 52.07 \| \| 2015 \| Campeonato de Europa Sub-23 \| Tallin \| 6.ª \| Jabalina \| 54.09 \| \| 2016 \| Campeonato de Europa \| Ámsterdam \| 15.ª (calificación) \| Jabalina \| 57.34 \| \| 2018 \| Campeonato de Europa \| Berlín \| 14.ª (calificación) \| Jabalina \| 58.08 \| \| 2018 \| Campeonato Iberoamericano \| Trujillo \| 5.ª \| Jabalina \| 51.00 \| | Representando a España \| Año \| Competición \| Sede \| Puesto \| Prueba \| Marca \| \| ---- \| --------------------------- \| --------- \| ------------------- \| -------- \| ----- \| \| 2013 \| Campeonato de Europa Sub-23 \| Tampere \| 11.ª \| Jabalina \| 48.30 \| \| 2014 \| Campeonato Iberoamericano \| Sao Paulo \| 5.ª \| Jabalina \| 52.07 \| \| 2015 \| Campeonato de Europa Sub-23 \| Tallin \| 6.ª \| Jabalina \| 54.09 \| \| 2016 \| Campeonato de Europa \| Ámsterdam \| 15.ª (calificación) \| Jabalina \| 57.34 \| \| 2018 \| Campeonato de Europa \| Berlín \| 14.ª (calificación) \| Jabalina \| 58.08 \| \| 2018 \| Campeonato Iberoamericano \| Trujillo \| 5.ª \| Jabalina \| 51.00 \| | Representando a España \| Año \| Competición \| Sede \| Puesto \| Prueba \| Marca \| \| ---- \| --------------------------- \| --------- \| ------------------- \| -------- \| ----- \| \| 2013 \| Campeonato de Europa Sub-23 \| Tampere \| 11.ª \| Jabalina \| 48.30 \| \| 2014 \| Campeonato Iberoamericano \| Sao Paulo \| 5.ª \| Jabalina \| 52.07 \| \| 2015 \| Campeonato de Europa Sub-23 \| Tallin \| 6.ª \| Jabalina \| 54.09 \| \| 2016 \| Campeonato de Europa \| Ámsterdam \| 15.ª (calificación) \| Jabalina \| 57.34 \| \| 2018 \| Campeonato de Europa \| Berlín \| 14.ª (calificación) \| Jabalina \| 58.08 \| \| 2018 \| Campeonato Iberoamericano \| Trujillo \| 5.ª \| Jabalina \| 51.00 \| |
| Año | Competición | Sede | Puesto | Prueba | Marca |
| --- | --- | --- | --- | --- | --- |
| 2013 | Campeonato de Europa Sub-23 | Tampere | 11.ª | Jabalina | 48.30 |
| 2014 | Campeonato Iberoamericano | Sao Paulo | 5.ª | Jabalina | 52.07 |
| 2015 | Campeonato de Europa Sub-23 | Tallin | 6.ª | Jabalina | 54.09 |
| 2016 | Campeonato de Europa | Ámsterdam | 15.ª (calificación) | Jabalina | 57.34 |
| 2018 | Campeonato de Europa | Berlín | 14.ª (calificación) | Jabalina | 58.08 |
| 2018 | Campeonato Iberoamericano | Trujillo | 5.ª | Jabalina | 51.00 |